# Dashcam

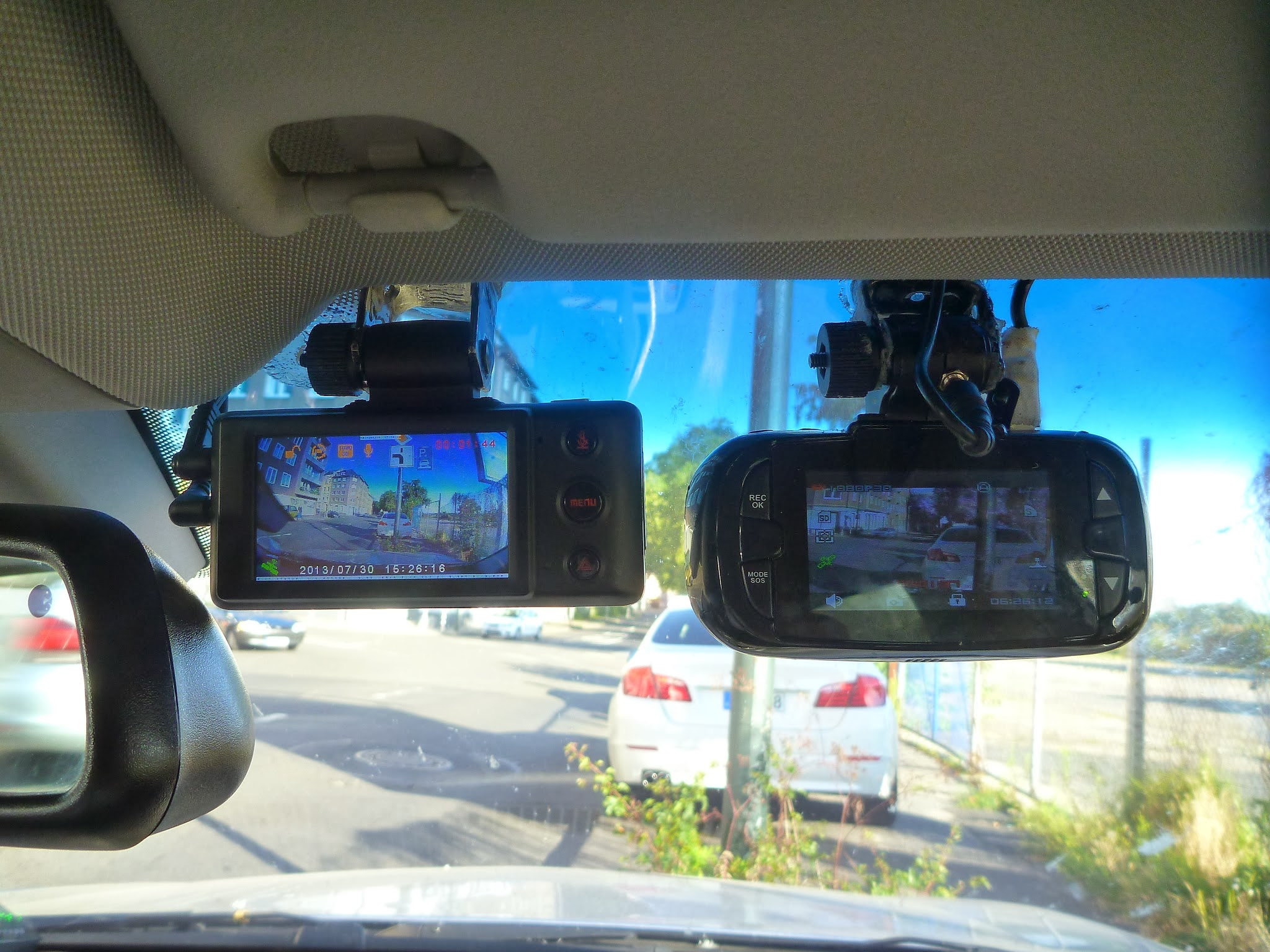
Dos dashcam en un parabrisa.

Una dashcam (càmera de panell d'instruments) o càmera embarcada, és una càmera a bord d'un cotxe, subjecte a l'interior del parabrisa del vehicle mitjançant una ventosa o un altre sistema. Pot estar situada en la part superior del panell d'instruments o fixada al mirall retrovisor amb una muntura especial. Grava contínuament el carrer enfront d'ella mentre el vehicle està en moviment. Freqüentment les dashcam proporcionen evidència visual d'un esdeveniment o accident. Diversos tipus estan disponibles al mercat, des de càmeres de vídeo bàsiques fins a les que graven paràmetres com l'hora i data, velocitat, força g i ubicació.

## Ús per països
Les dashcam estan esteses a Rússia com una forma de vigilància inversa, evidència addicional per als tribunals, i com una guàrdia contra la corrupció policial i frau d'assegurances. Han estat anomenades «ubiqües» i una «obsessió en línia», i són tan predominants que els videos de dashcams van ser el testimoni més important del bòlid de Cheliábinsk, que va ser documentat des de dotzenes d'angles. Centenars de videos que mostren accidents automobilístics i aeris, esdeveniments gairebé fatals, i intents de frau d'assegurances van ser seus pujats a la Internet per ser compartits en llocs com YouTube, un gènere que ha generat el seu propi lèxic rus tals com:
- слабоумие и отвага (slaboumiye i otvaga): "Estupidesa i coratge"
- железобетонное очко (zhelezobetonnoye ochko): un àlies honorífic ("punt de formigó reforçat") per a un conductor especialment hàbil amb nervis d'acer, que reacciona adequadament a una situació d'emergència).

Les dashcam estan guanyant popularitat en diverses parts d'Àsia, Europa (particularment a França), Austràlia i els Estats Units. Estan prohibitdes per llei a Àustria, que acaben en fortes multes. A Suïssa, el seu ús està fortament desaprovat als espais públics quan contravenen als principis de protecció d'informació. A Alemanya, mentre les càmeres petites per a ús personal està permeses, publicar els vídeos a les xarxes socials és considerada una violació a la privadesa. Els videos de les dashcams són admissibles com a evidència en les corts alemanyes. A Austràlia i Polònia, gravar en vies públiques està permès sempre que no infringeixi la privadesa personal d'una forma que sigui considerada inadequada en un tribunal de llei.